# 릿센 모모카
릿센 모모카(일본어: 立仙百佳, RISSEN MOMOKA, 2004년 11월 30일 ~ )는 일본의 아이돌이자, 전 STU48의 2기생 멤버다.

## 활동
2019년
- 10월 27일, STU48 제2기생 오디션 최종 심사에서 획득 표수 8위로 합격자가 된다.
- 12월 3일, STU48 공식 사이트에서 STU48의 2기로 가입이 발표된다.
- 12월 21일, 22일 선상 극장 "STU48호"(히로시마 현 히로시마항/국제 페리 포토)에서 "STU48 2기 연구생 론칭 행사"를 개최한다.

2020년
- 9월 2일, STU48 4번째 싱글 생각나는 사랑을 하자에서 2기 연구생 가창 ver. 센터로 선발되었다.

2024년
- 4월 7일, STU48를 졸업.